# Waggon Union

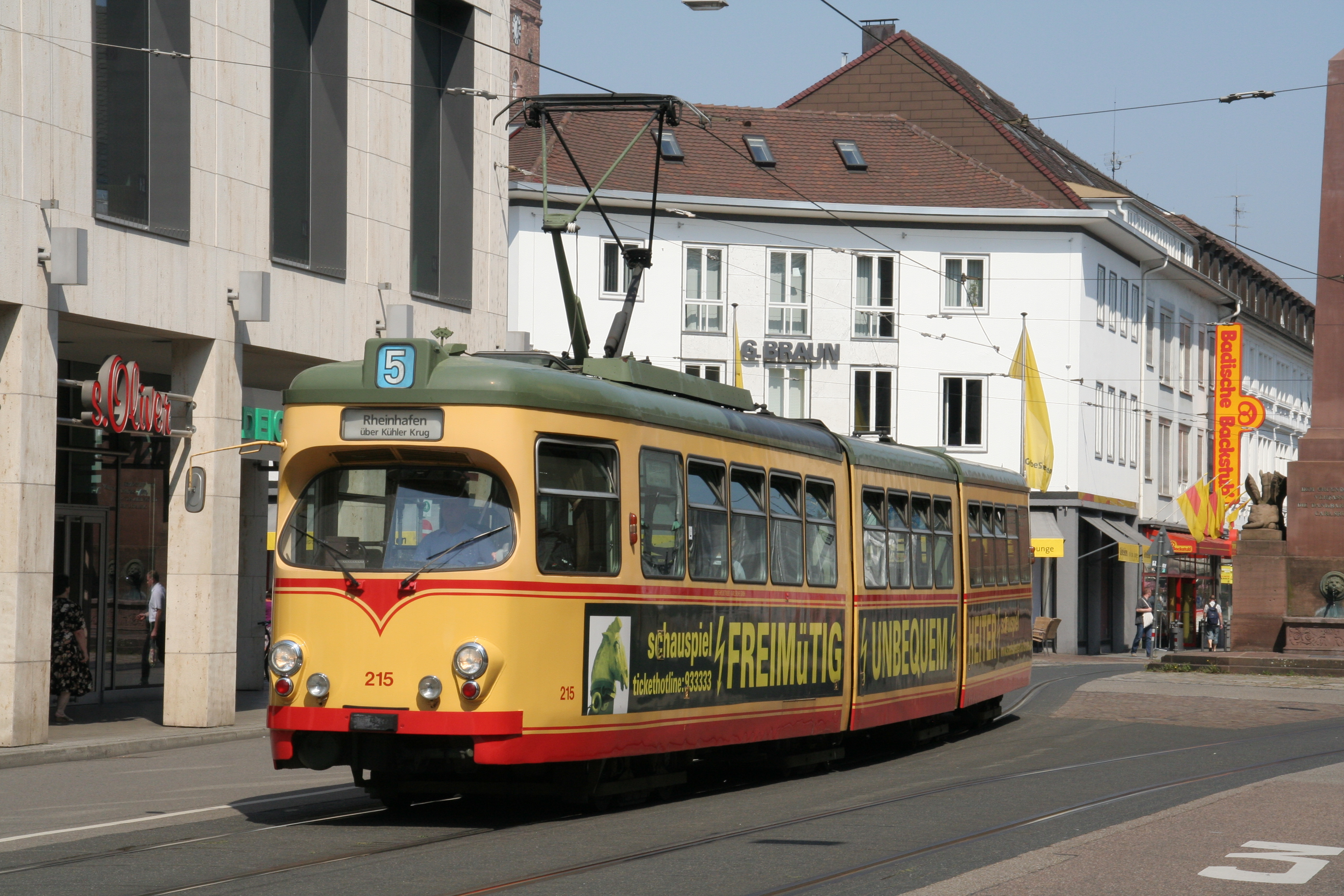
Tramwaj GT8-60C należący do Verkehrsbetriebe Karlsruhe

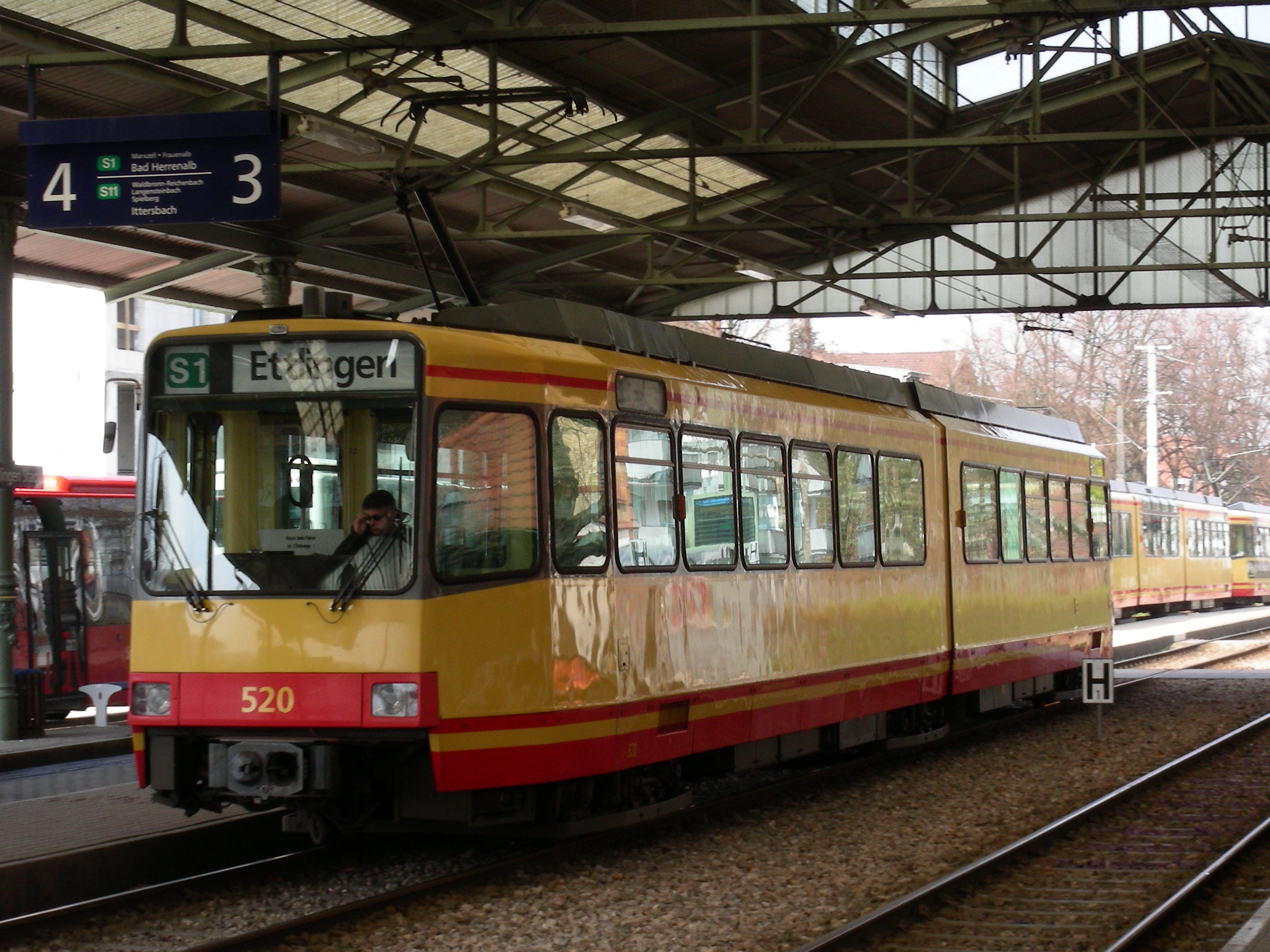
Duewag/Waggon Union GT6-80C

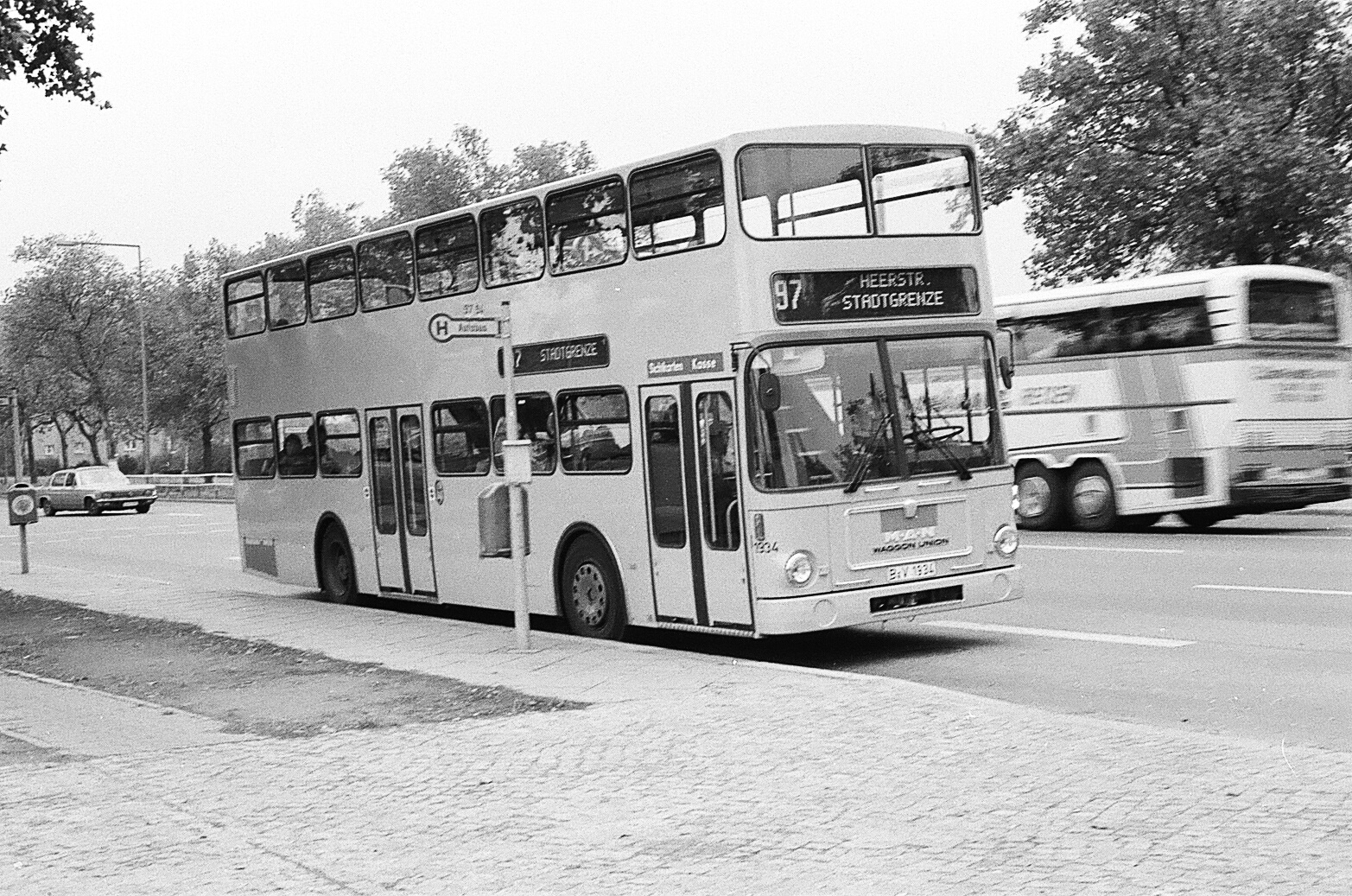
Berliński autobus piętrowy zmontowany w Waggon Union

Waggon Union – były producent wagonów tramwajowych oraz kolejowych. Zlokalizowany był w berlińskiej dzielnicy Borsigwalde oraz w mieście Netphen.
Przedsiębiorstwo powstało w 1971 r. w wyniku połączenia Deutsche Waggon- und Maschinenfabrik (DWM) Berlin, SEAG Waggonbau Dreis-Tiefenbach oraz Rheinstahl Transporttechnik. Zostało kupione w 1990 r. przez ABB Henschel. Następnie firma ABB Henschel została przejęta przez ADtranz, a w późniejszym czasie ADtranz kupiła kanadyjska firma Bombardier. W 1997 r. otwarto nowy zakład w berlińskiej dzielnicy Wilhelmsruh, który następnie sprzedano przedsiębiorstwu Stadler Rail (powodem sprzedaży była decyzja odpowiednika polskiego Urzędu Ochrony Konkurencji i Konsumentów). Zakład przy berlińskiej Miraustraße zlikwidowano, natomiast oddział w Netphen należy do Bombardiera i zajmuje się montażem wózków (wcześniej zajmowano się w nim także wykańczaniem wagonów towarowych).

## Produkty
Waggon Union opracował projekty oraz wyprodukował wiele kolejowych wagonów pasażerskich i towarowych. Jednym ze znanych produktów jest opracowany przez O&K i wyprodukowany przez Waggon Union spalinowy zespół trakcyjny typu NE 81. Poza tym w zakładach Waggon Union produkowano wagony techniczne typu Klv 53 i Klv 96.
Największym odbiorcą pojazdów produkowanych przez Waggon Union był Berlin. Przy Miraustraße produkowano pociągi metra oraz przeprowadzano montaż autobusów piętrowych dla Berliner Verkehrsbetriebe (typ MAN SD 200). Oprócz tego dokonywano przeglądów przejętych w styczniu 1984 r. przez BVG pojazdów berlińskiej S-Bahn. Wagony tramwajowe wytwarzano dla przedsiębiorstwa Verkehrsbetriebe Karlsruhe, HEAG w Darmstadt oraz dla Albtal-Verkehrs-Gesellschaft.
Zakład w Netphen był odpowiedzialny za produkcję kolejowych wagonów towarowych, w tym cystern. Obecnie, pod zarządem Bombardiera wytwarzane są wózki dla wagonów towarowych, pasażerskich, a także dla tramwajów i pociągów kolei miejskiej.
Około roku 1990 zakład Waggon Union uczestniczył w wyprodukowaniu prototypowych tramwajów z niską podłogą (VÖV-Niederflurprototyp), które jednak nigdy nie uczestniczyły w ruchu liniowym. Ostatni wagon tego typu znajduje się w zasobach Rheinbahn AG.